# Elektraverken

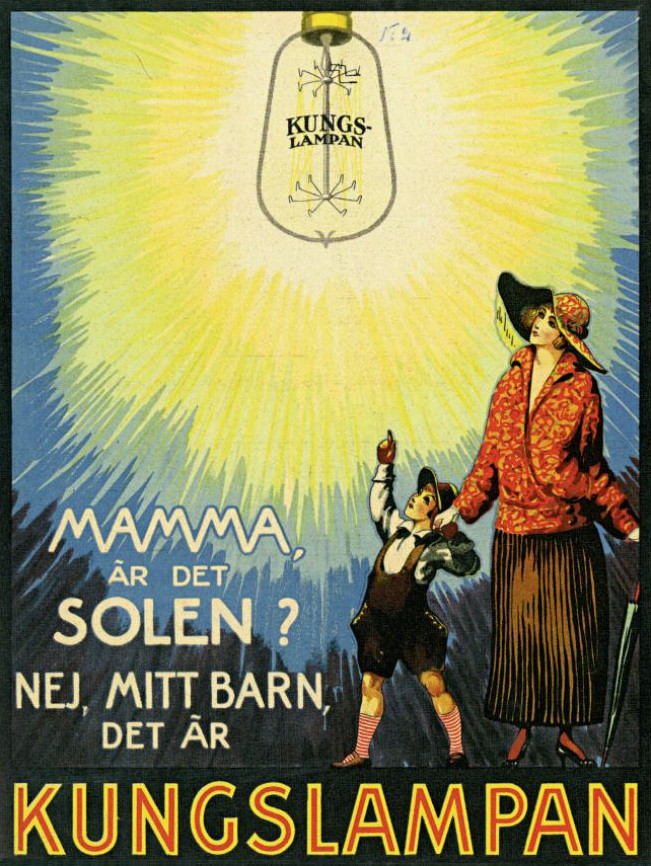
Elektraverkens reklamaffisch.

Elektraverken (Aktiebolaget Elektraverken) var ett svenskt industriföretag som tillverkade bland annat glödlampor, elektriska hushållsapparater och elektriska mätinstrument. Företaget grundades år 1917 av Edvard Henke och anslöt sig 1930 till Osram och kallades sedan Osram-Elektraverken. År 1981 upphörde tillverkningen av glödlampor vid Osram-Elektraverken och 1985 ändrades namnet till Osram AB.

## Historik
Aktiebolaget Elektraverkens historik är intimt förknippat med glödlampstillverkaren Osram. Elektraverken hade sina rötter i Stockholms glödlampsfabrik som grundades 1906 med H. Edvard Henke som verkställande direktör. Snart tillkom dotterbolag som Svenska batterifabriken Electra, Svenska isoleringsflaskfabriken Thermos och Elektraverkens instrumentfabrik. Tillverkning av glödlampor låg i ett stort fabrikskomplex i kvarteret Åkern vid Ringvägen 98 på Södermalm i Stockholm med bland annat ett eget glasbruk. 
Här producerades glödlampan av märket Kungslampan, som sedan 1910 tillverkades i Stockholms glödlampsfabrik. En samtida reklamslogan löd: ”Mamma, är det solen? - Nej, mitt barn - det är KUNGSLAMPAN!” och ”Låt svenska lampor lysa i svenska hem! KUNGSLAMPAN – Svensk kvalitetsprodukt.” Tillverkning av andra produkter skedde vid Katrineberg i Liljeholmen och för instrumentfabriken uppfördes en ny industribyggnad ritad av arkitekt Ivar Tengbom i nuvarande Västberga industriområde. Här fanns även bostäder för fabrikens arbetare.
År 1919 grundades Osram GmbH i Tyskland och år 1928 bildas svenska Osram AB som dotterbolag till tyska Osram GmbH (som höll 95% i det svenska bolaget), två år senare fick företaget namnet Osram-Elektraverken. Fram till 1941 ledde H. Edvard Henke bolaget. Efter andra världskriget övertog Flyktkapitalbyrån företagets förvaltning. 1947 förvärvade Kooperativa Förbundet (KF) Osram-Elektraverken, som dock efter bara några dagar såldes vidare till ett svenskt konsortium. Kring affären fanns en del märkliga turer där även ICA var inblandat och som skulle bli känd under namnet Osram-affären. Från år 1947 hade Osram-Elektraverken sin glödlampstillverkning i en nybyggd fabriksfastighet i Södra Hammarbyhamnen (nuvarande fastigheterna Godsvagnen 8 och 9). År 1955 upphörde förbudet att återköpa tidigare egendom för tyska företag och 1958 övertogs aktiemajoriteten i Osram AB av Osram GmbH. År 1981 slutade tillverkningen i Sverige, och fabriken i Södra Hammarbyhamnen i avvecklades. 1985 försvann även företagsnamnet ”Elektraverken”.

## Elektraverkens fabriksbyggnader idag
Företagets ursprungliga huvudfabrik vid Ringvägen 98 revs i slutet av 1970-talet eller början av 1980-talet i samband med bygget för Söderledstunneln. Idag står här Clarion Hotel Stockholm.
Instrumentfabrikens byggnader och tomt i Västberga industriområde övertogs 1938 av byggmästaren Olle Engkvist som förlade sitt kontor, materialgård, verkstäder och maskinpark dit och som byggde där även sin exklusiva Villa Engkvist. År 1967 revs samtliga byggnader och nuvarande kontorskomplex, fastighet Elektra 12, byggdes. Idag påminner fastighetsbeteckningen Elektra samt Elektravägen och Elektraparken i Västberga om det forna företaget Elektraverken. Fabriksbyggnaden i Hammarbyhamnen finns dock kvar och inrymmer numera Kulturama.

## Historiska bilder från fabriken vid Ringvägen 98

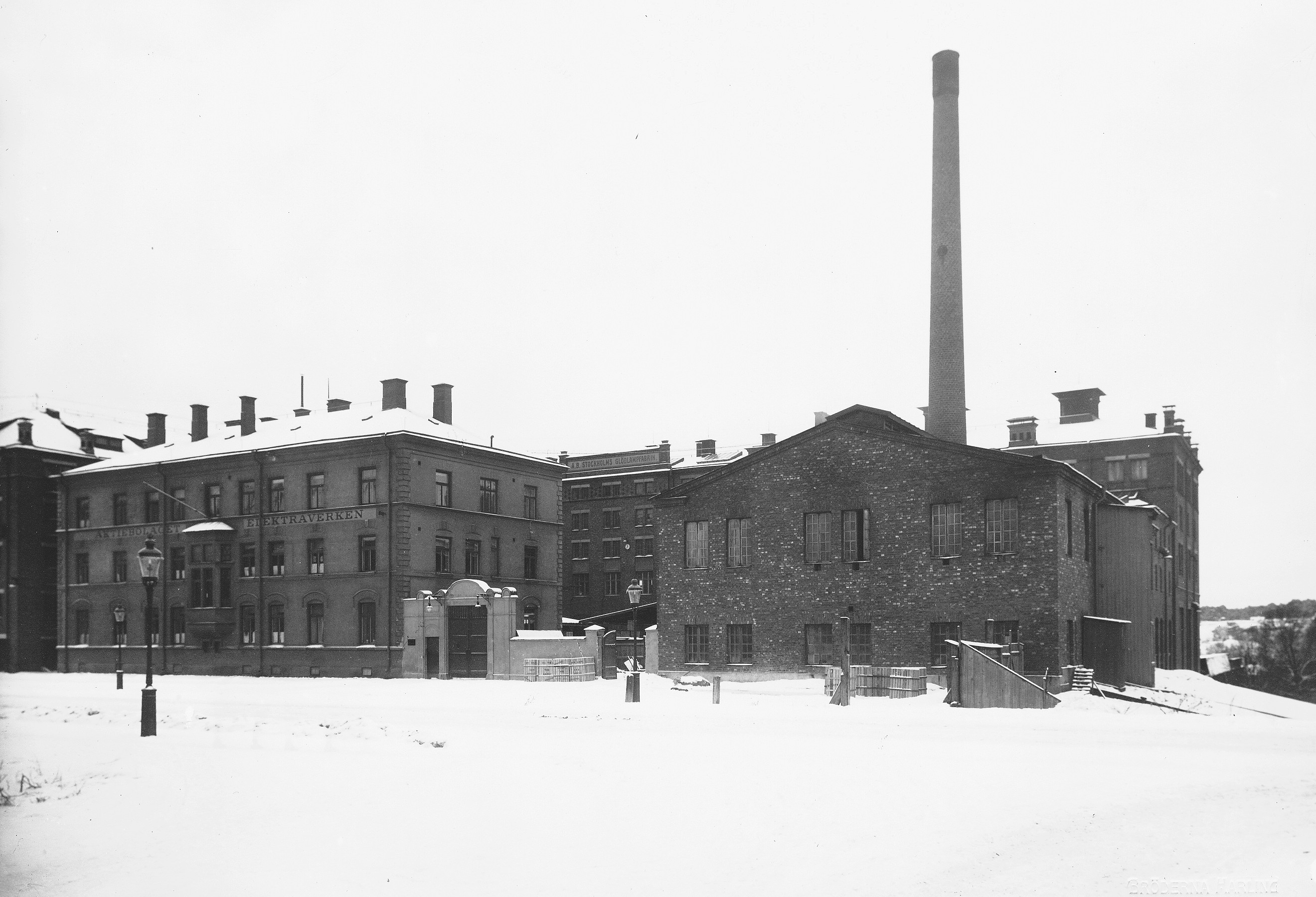
Elektraverken vid Ringvägen, 1924.
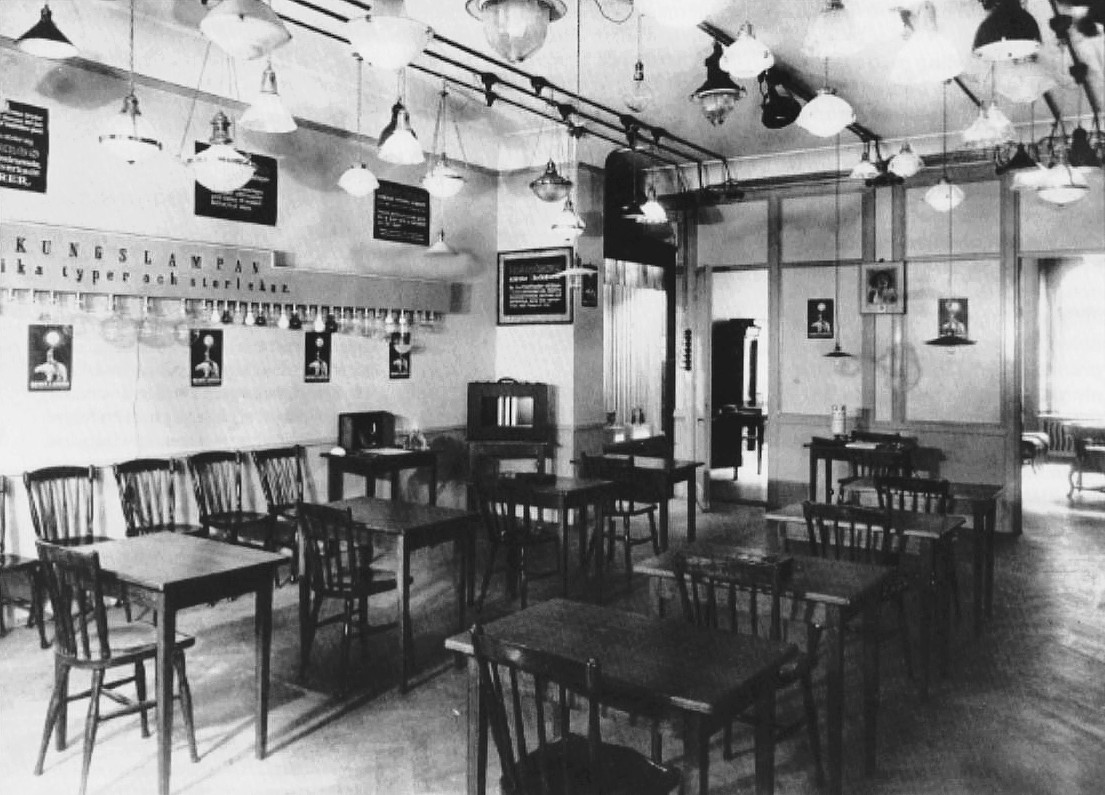
Elektraverkens utställningslokal för rationell belysning med Kungslampan, 1927.
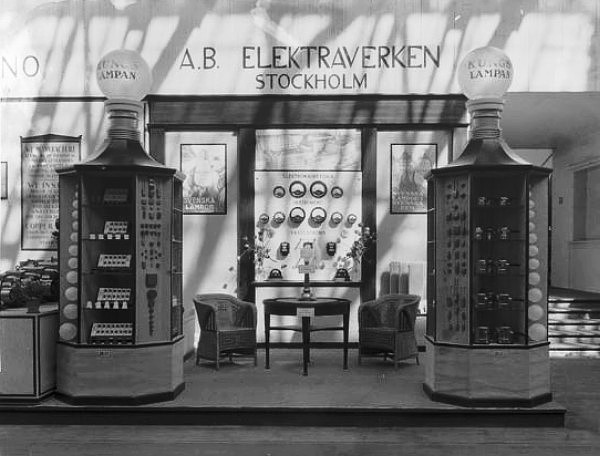
Elektraverkens utställningsmonter på Jubileumsutställningen i Göteborg 1923.
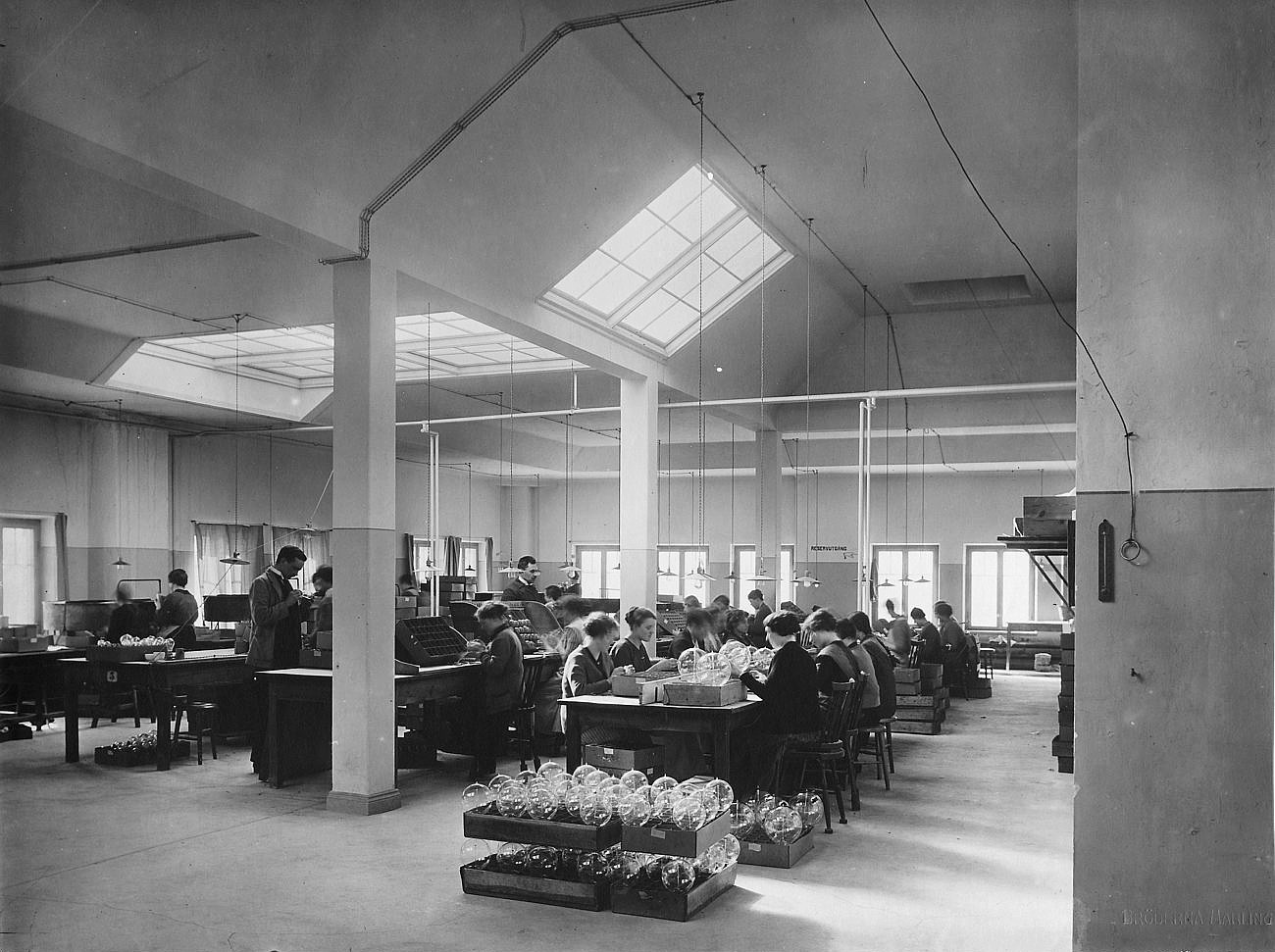
Glödlampstillverkning 1917
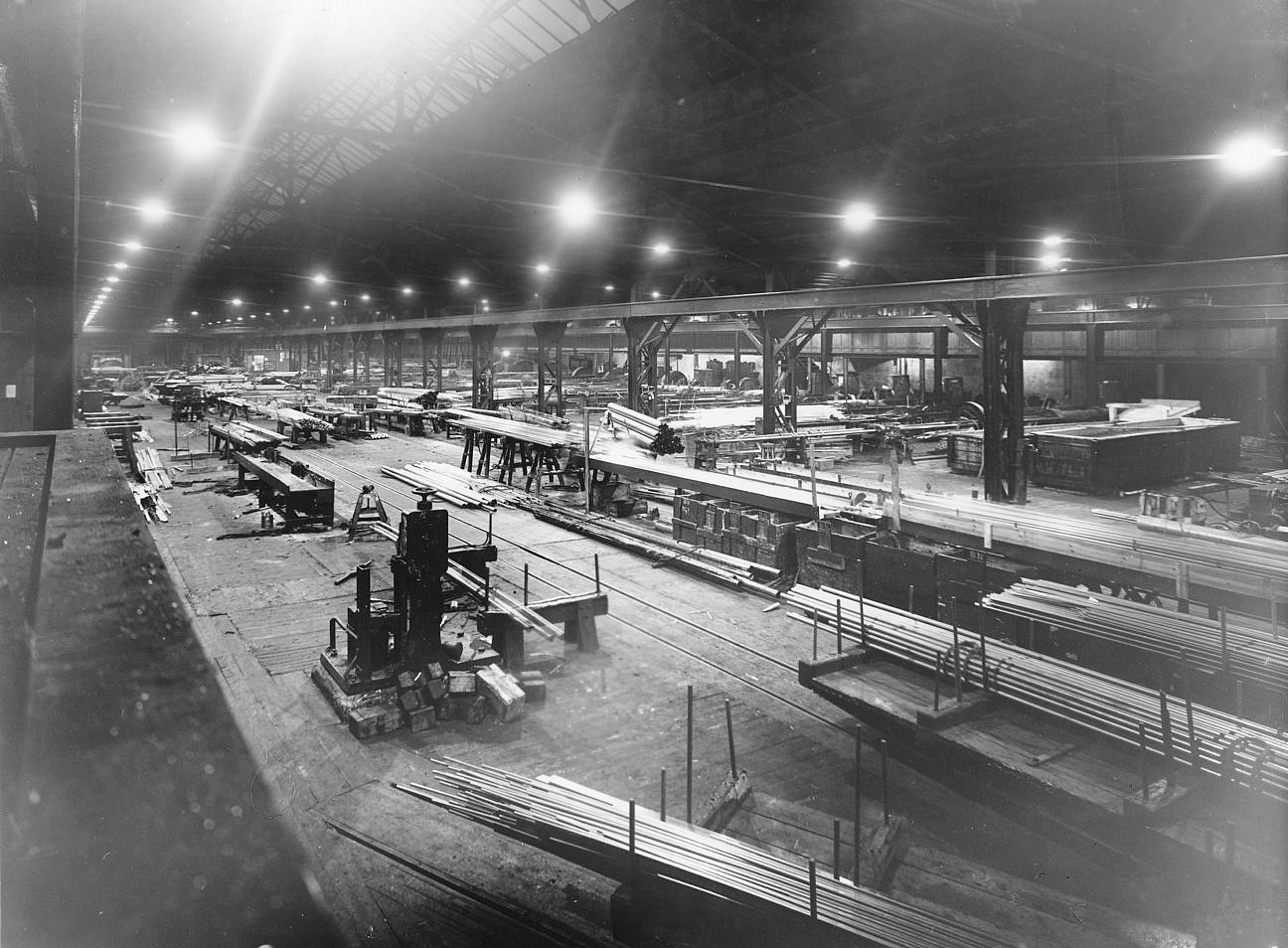
Interiör från fabriken 1923
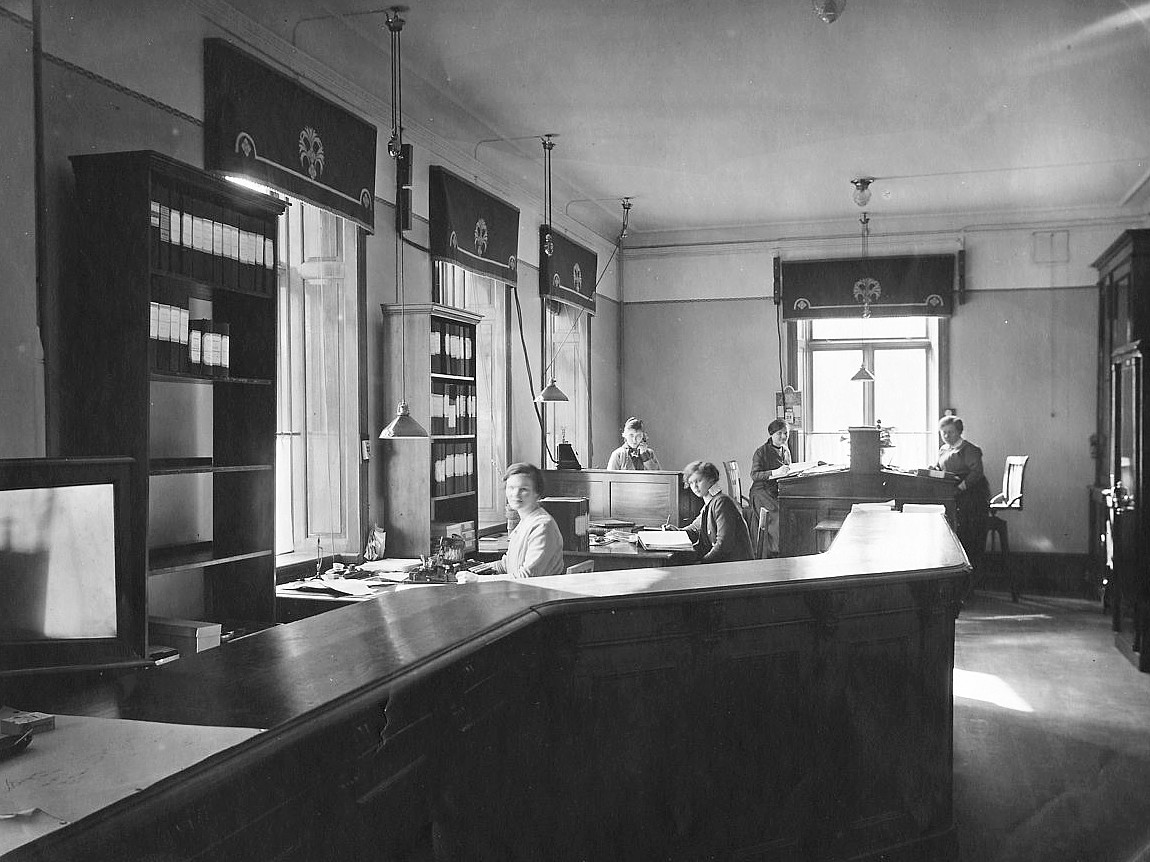
Bokföringsavdelning 1917
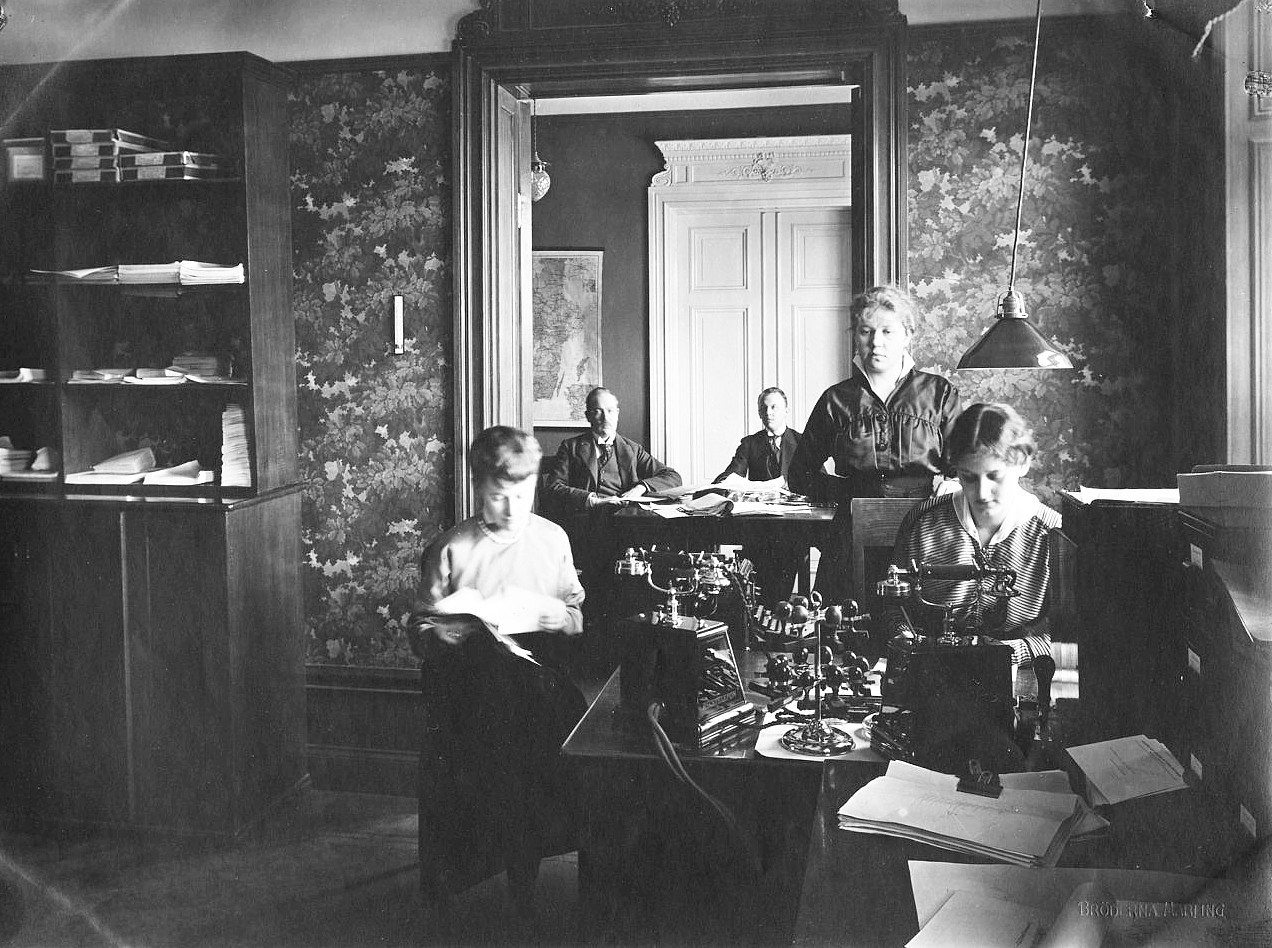
Försäljningsavdelning 1917